# Форё
Форё (швед. Fårö, готл. Faroy) — остров в Балтийском море, на севере шведского лена Готланд. Население составляет 524 человек (2012). На острове отсутствуют почта, полиция, больницы, банки, дорожная сеть малоразвита, несмотря на это в летнее время остров часто посещается туристами.

## География

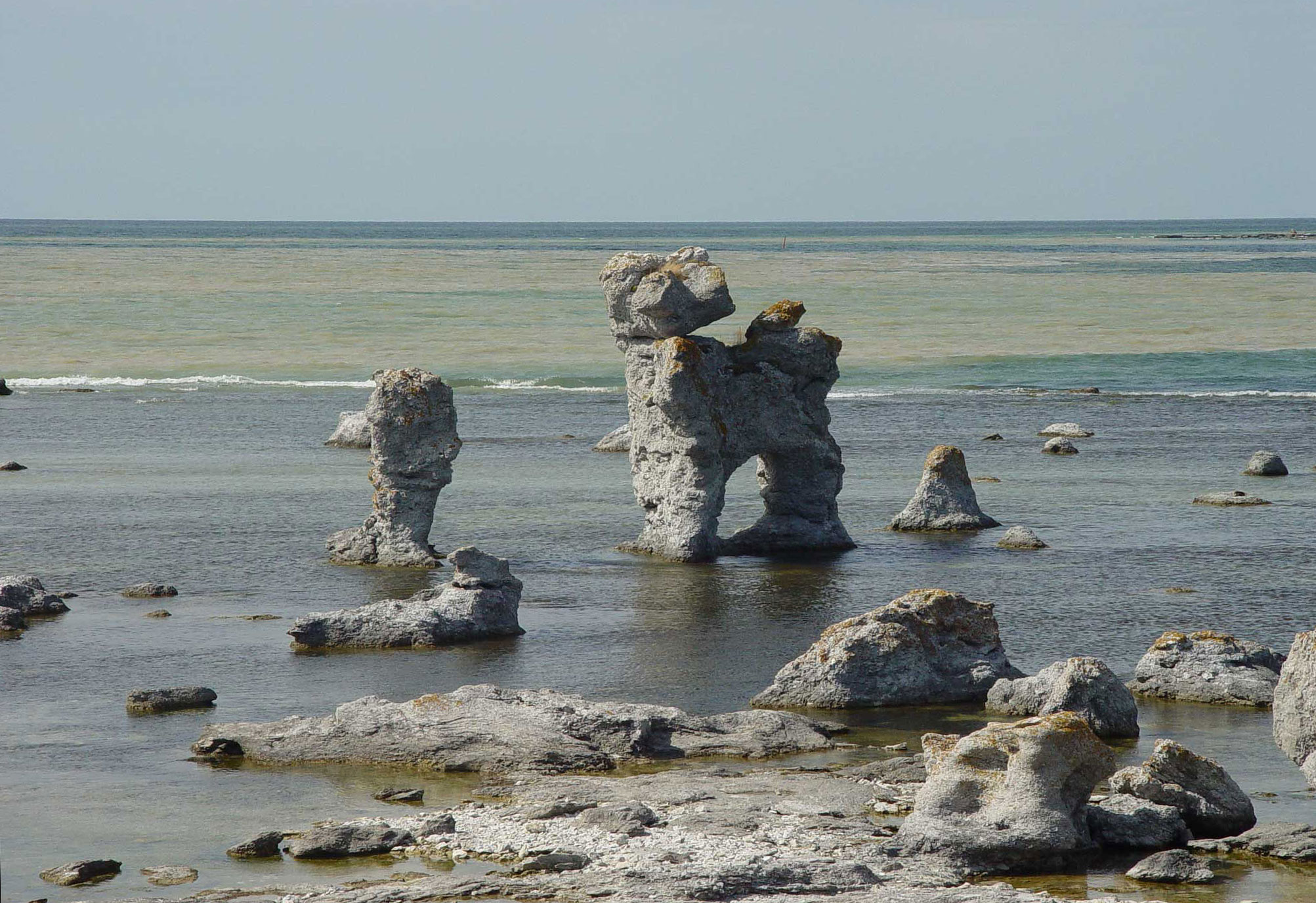
Скалы «раукары» на побережье

Остров отделён от острова Готланд проливом Форёсунд. Транспортная связь осуществляется двумя паромными переправами, управляемые Шведской Национальной дорожной администрацией. Площадь острова — 111,35 км², из которых 9,7 км² занимают болота.
На островах Форё и Готланд часто встречаются каменные колонны, называемые «раукар» (швед. Raukar), образовавшиеся в результате эрозии в течение ледникового периода.

## Военное прошлое
До 1990-х годов Форё и север острова Готланд были закрыты для посещения иностранцами, так как здесь располагались государственные военные подразделения прибрежной обороны. На въезде в закрытую территорию были установлены многоязычные предупреждающие знаки, информирующие об этом. После того как Швеция вступила в Европейский союз, воинские части были расформированы и территория стала доступна для туристов.
Памятником о военном прошлом острова является радио-мачта Хольмудден высотой 203 м.

## Туризм
Каждый июнь на острове проводится недельный кинофестиваль в честь Бергмана. В сентябре проводится другое мероприятие, «Форёнатта» (Ночи Форё), в течение которого все бары и рестораны остаются открытыми всю ночь, выставляются ремесленные стенды, церковь тоже открывается в полночь.

## Достопримечательности
- Маяк Форё (швед. Fårö Fyr) — находится в северо-восточной части острова. Это сооружение высотой 30 м построено в 1846-1847 годы.
- Лангхаммар (швед. Langhammar) — полуостров в северо-западной части Форё, на котором находится одноимённый природный парк, со скалистыми берегами и каменными колоннами, образовавшимися во время ледникового периода, называемыми «раукары». В Лангхаммаре снимался фильм Ингмара Бергмана «Сквозь тусклое стекло»[2].
- Дигерхувуд (швед. Digerhuvud) — природный парк, в котором расположено рыбацкое село Хелгуманнен. Это место не рекомендуется для купания из-за большой глубины у побережья (до 80 м) и сильного течения, но пользуется популярностью у дайверов и рыбаков-любителей.
- Судерсанд (швед. Sudersand) — длинный песчаный пляж в северо-восточной части острова.

## Кинематограф
Шведский кинорежиссёр Ингмар Бергман жил и умер на острове, несколько его фильмов были сняты здесь же: «Час волка», «Страсть», «Персона», «Стыд», «Сцены из супружеской жизни» (снят в доме его бывшей жены) и «Сквозь тусклое стекло».

## Галерея

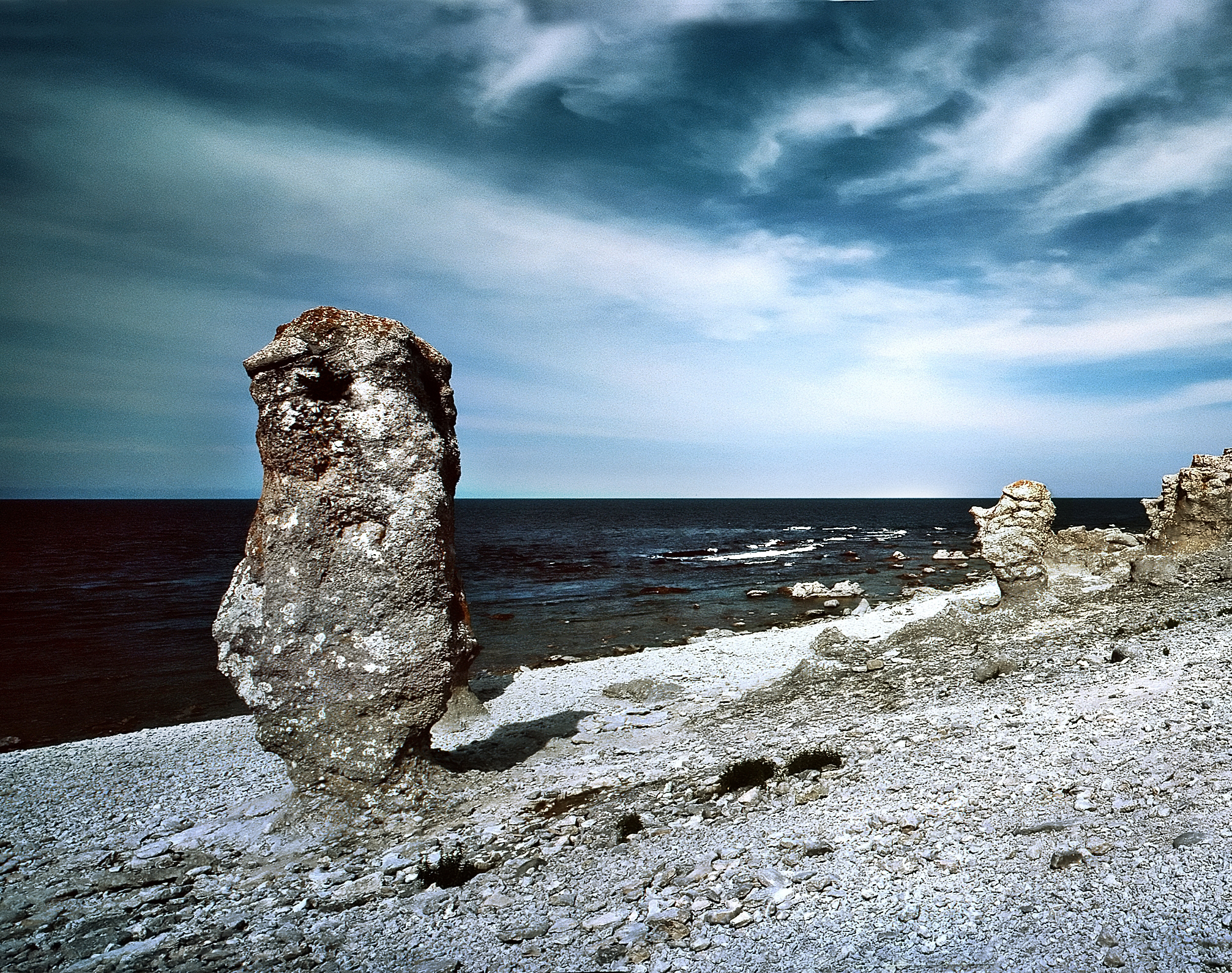
Скалы-раукары
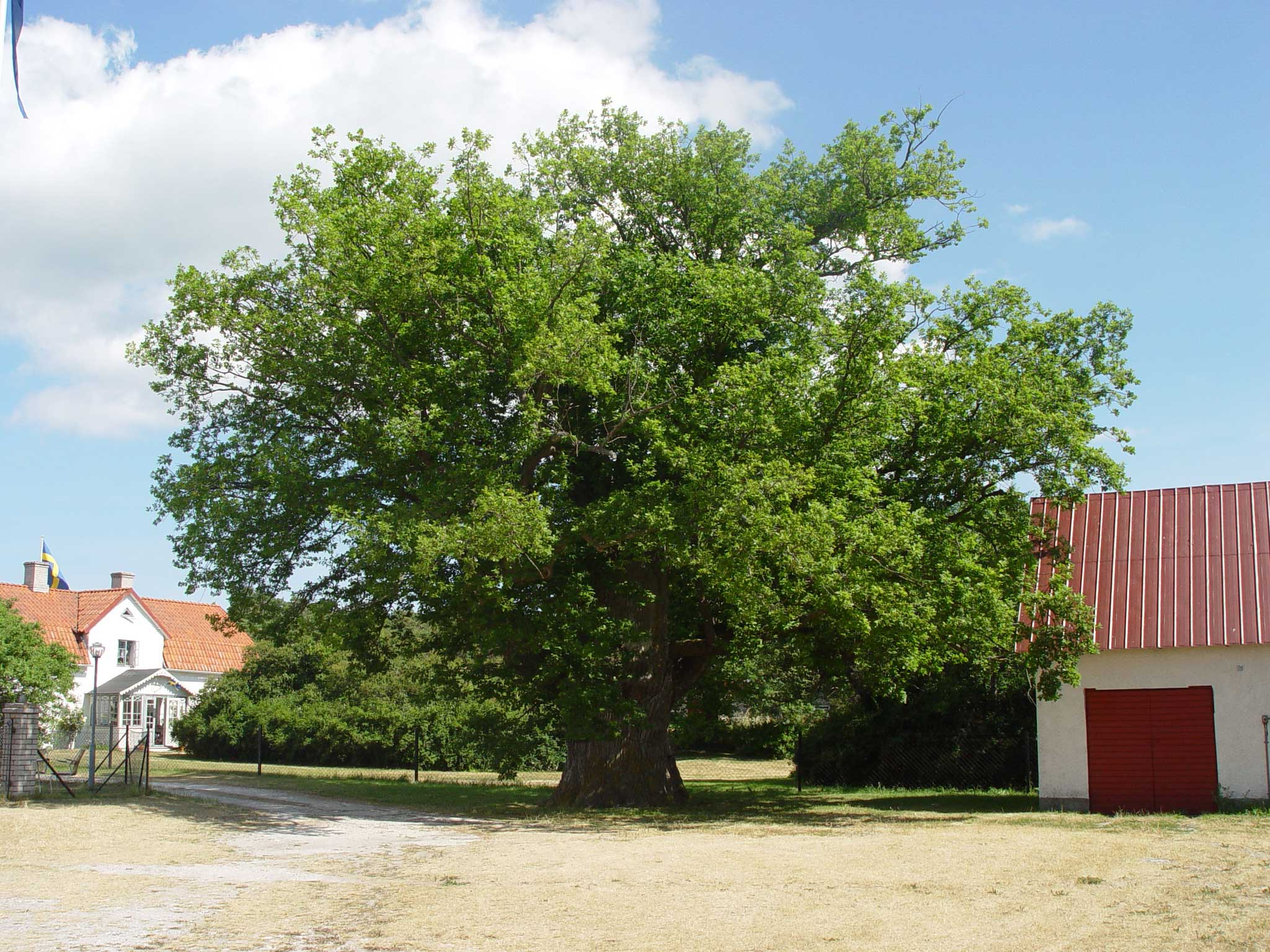
Дуб в посёлке Авекен
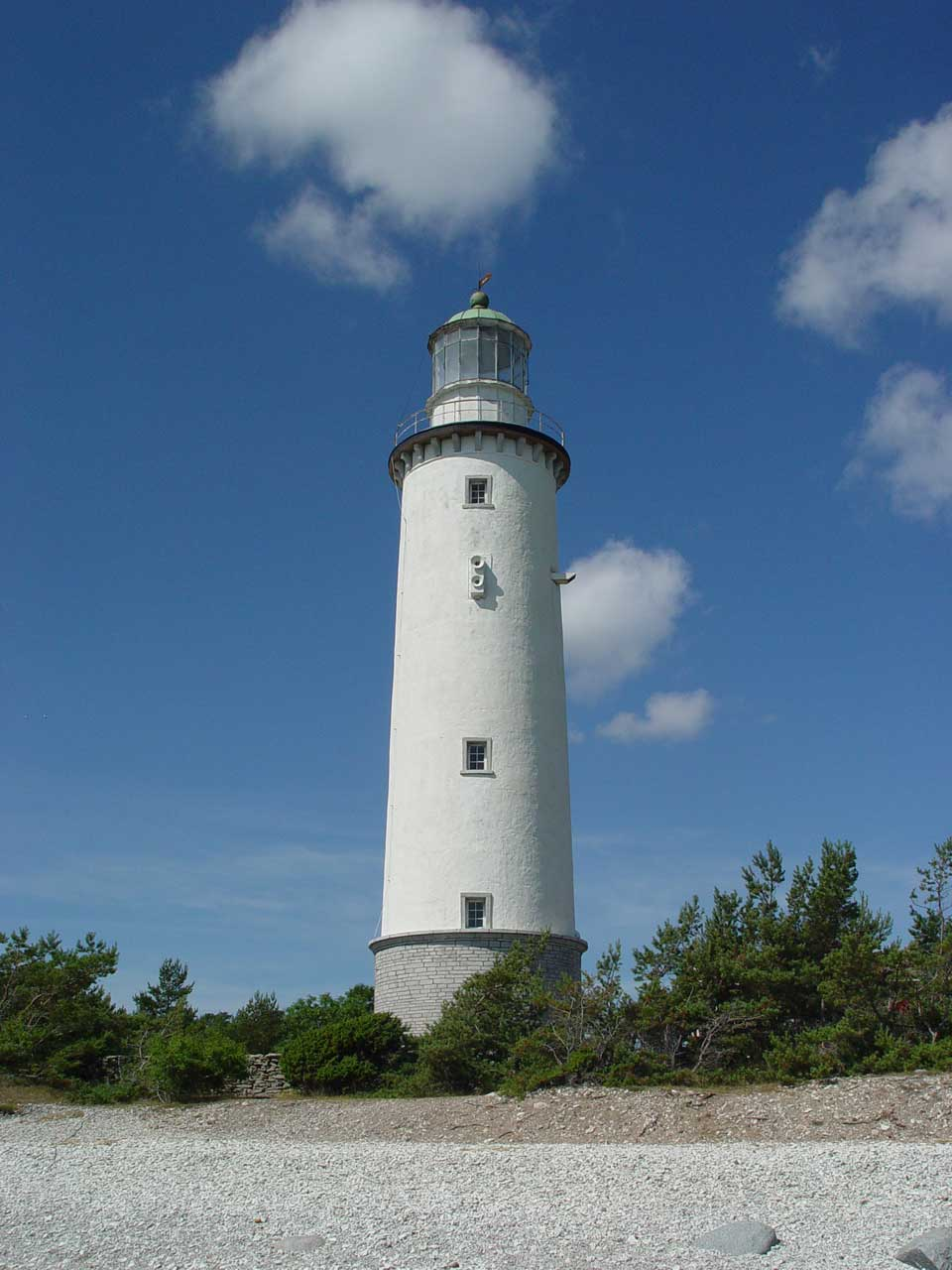
Маяк Форё
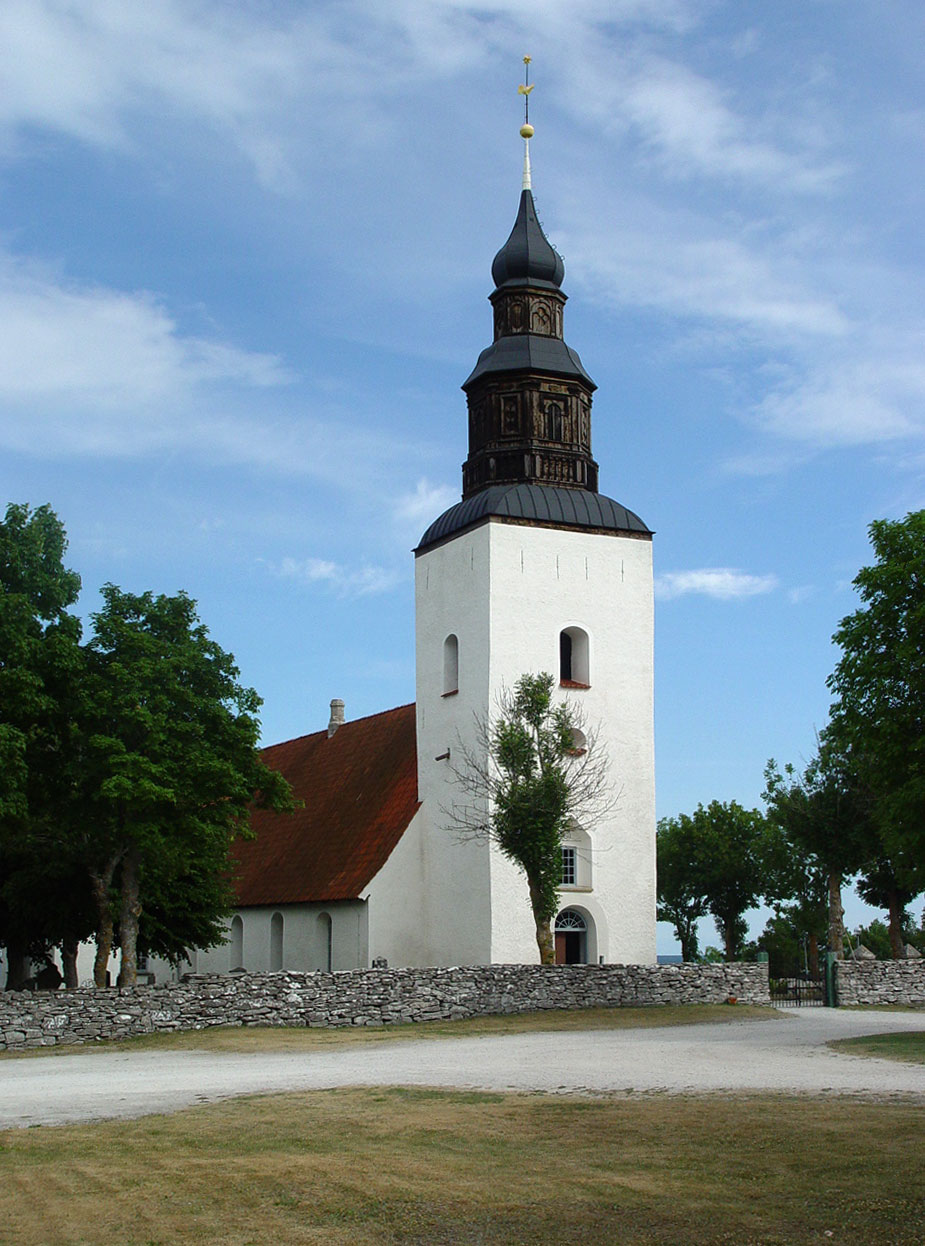
Церковь